# Дайтинген
Дайтинген (нем. Deitingen) — коммуна в Швейцарии, в кантоне Золотурн. 
Входит в состав округа Вассерамт. Население составляет 2125 человек (на 31 декабря 2007 года). Официальный код — 2516.

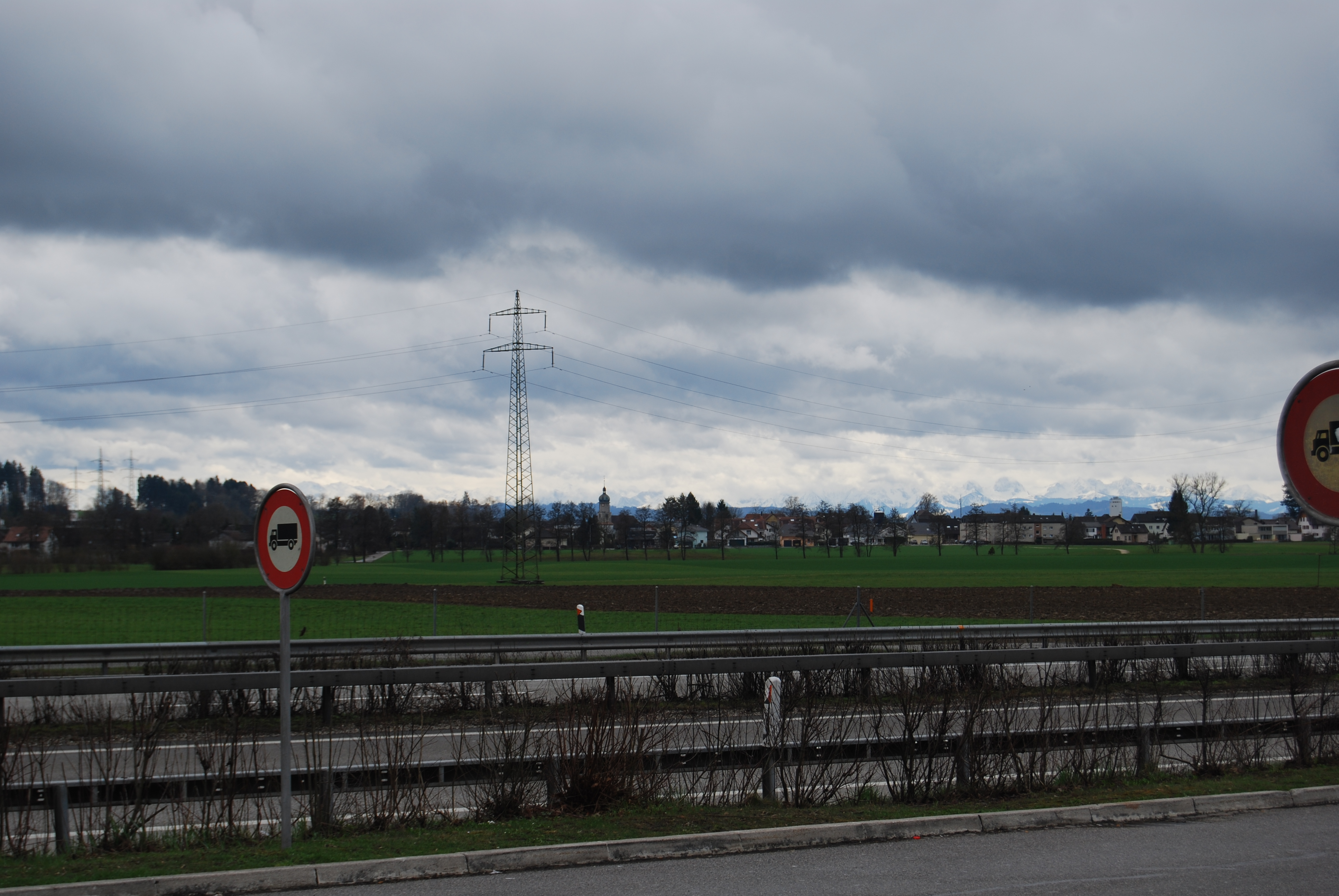
Дайтинген